# Eddy Serri
Eddy Serri (Faenza, 23 novembre 1974) è un ex ciclista su strada italiano, professionista dal 2000 al 2009.

## Carriera
In carriera ha militato soprattutto in formazioni di secondo piano; nonostante ciò ha preso parte a due edizioni del Giro d'Italia, svolgendo però solo ruoli di gregariato e non ottenendo piazzamenti rilevanti. Nel 2003 conseguì diversi piazzamenti in classiche quali il Trofeo Matteotti e la Coppa Bernocchi, vincendo anche una tappa alla Ster Elektrotoer, corsa olandese. Il suo successo più prestigioso è comunque quello al Giro di Romagna 2007: nella stessa gara si era classificato secondo nel 2003 (battuto da Fabio Sacchi).
Ha concluso la carriera professionistica nel 2009, dopo dieci stagioni di attività. Dal 2013 è collaboratore di Andrea Tonti come direttore sportivo presso il team italo-giapponese Team Nippo-De Rosa.

## Palmarès
- 1996 (Calzaturieri Montegranaro)

4ª tappa Giro Baby
- 1999 (Calzaturieri Montegranaro)

Targa Crocifissa
- 2000 (Alexia Alluminio, una vittoria)

Gran Premio Città di Rio Saliceto e Correggio
- 2003 (Mercatone Uno-Scanavino, una vittoria)

1ª tappa Ster Elektrotoer
- 2007 (Team Miche, una vittoria)

Giro della Romagna
- 2008 (Team Miche, una vittoria)

Giro del Mendrisiotto

## Piazzamenti

### Grandi Giri
- Giro d'Italia

2001: 134º
2002: 140º